# Estación Acassuso
Acassuso es una estación de ferrocarril ubicada en la localidad de Acassuso, en el partido de San Isidro, Provincia de Buenos Aires, Argentina.

## Servicios
Es una estación intermedia del servicio eléctrico metropolitano de la Línea Mitre Ramal Tigre, que se presta entre las estaciones Retiro y Tigre y es operada por Trenes Argentinos Operaciones. Se ubica en las calles Eduardo Costa y Perú.

## Historia
La estación fue inaugurada en 1933 en la línea perteneciente al Ferrocarril del Norte de Buenos Aires, que había sido trazada desde 1863.
Durante 2016 y 2017 la estación recibió exhaustivas reformas, los andenes fueron completamente reconstruidos y se mantuvo el refugio de hormigón mientras que el resto de las instalaciones se modernizaron inaugurándose en 2018.

## Imágenes

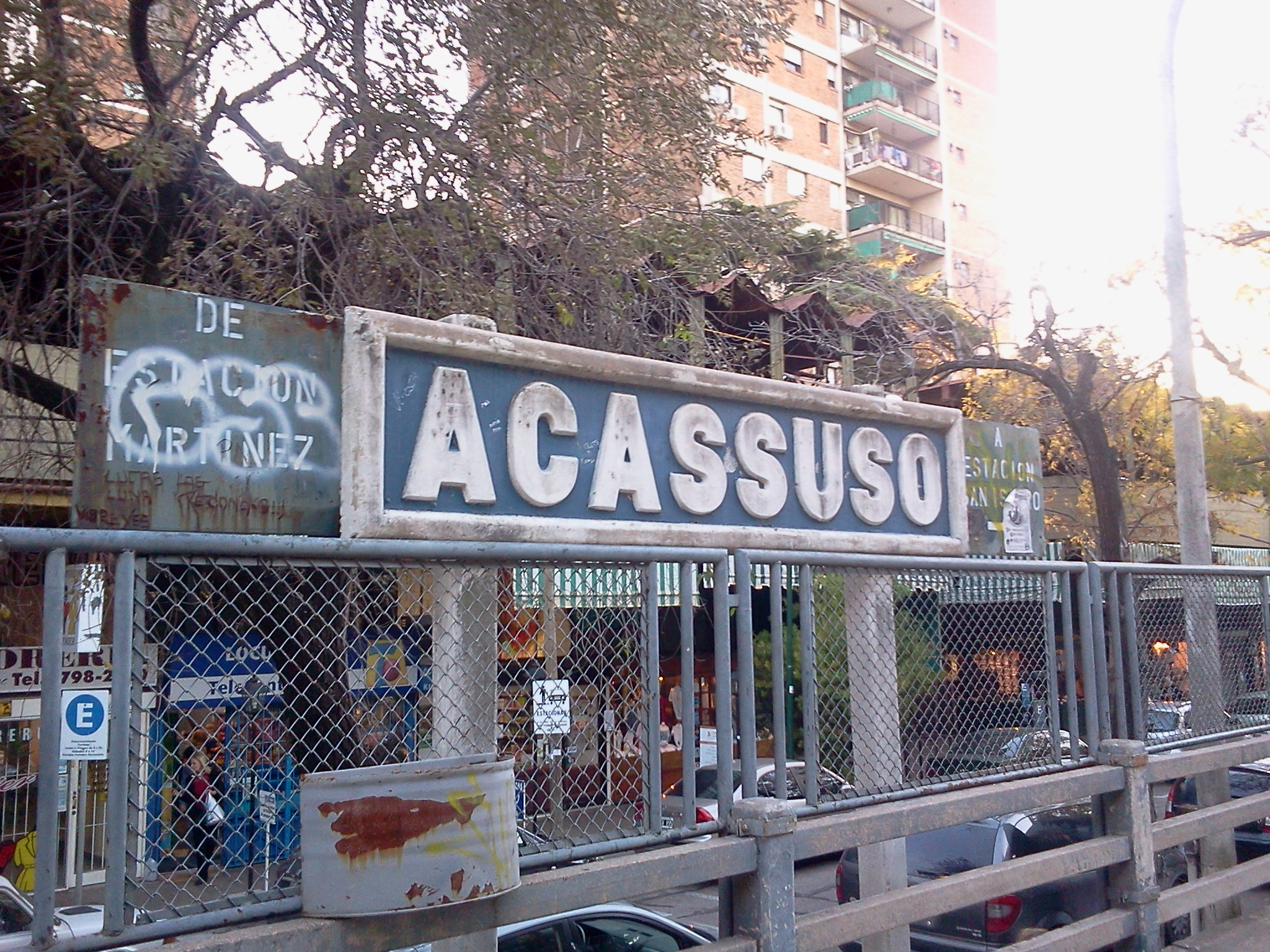
Cartel